# Tatsache
Eine Tatsache, auch Fakt oder Faktum (von lateinisch factum, „Gemachtes“, res facti; altgriechisch πράγματα), ist je nach Auffassung ein wirklicher, nachweisbarer, bestehender, wahrer oder anerkannter Sachverhalt.

## Theologie und Philosophie
Einen ersten Überblick über das im 18. Jahrhundert im Deutschen auftretende Wort Tatsache liefert Gotthold Ephraim Lessing 1778 in der Schrift Über das Wörtlein Tatsache. Es wurde zunächst in der theologischen Fragestellung verwendet, ob das Christentum sich auf wirkliche Begebenheiten, eben Tatsachen, berufen könne. Dabei wurde es von Johann Joachim Spalding als Übersetzung des englischen Ausdrucks matter of fact eingebracht, es findet sich in seiner Übersetzung von Joseph Butlers The analogy of religion, natural and revealed, to the constitution and course of nature von 1756. Butler wie Spalding beziehen den Ausdruck auf Gott: Tatsachen sind Geschehnisse, die als Handlungen Gottes aufgefasst werden.
Bei Gottfried Wilhelm Leibniz werden Tatsachenwahrheiten (vérités de fait) den Vernunftwahrheiten (vérités de raison) gegenübergestellt. Tatsachen stellen hier also wie auch bei David Hume wirkliche Erfahrungsergebnisse dar. Mathematische Wahrheiten gehören nicht dazu.
Immanuel Kant unterscheidet in der Kritik der Urteilskraft „Sachen der Meinung (opinabile), Thatsachen (scibile) und Glaubenssachen (mere credibile)“ (Immanuel Kant: AA V, 467) als Gattungen der Erkenntnisobjekte. Diese Einteilung entspricht im Wesentlichen seiner Unterscheidung aus Vom Glauben, Wissen, Meinen in der Kritik der reinen Vernunft (Immanuel Kant: AA III, 531), Tatsachen sind demnach die dem epistemischen Zustand des Wissens entsprechenden Objekte. Dort sind für Kant Glauben, Wissen und Meinung Einstellungen zu Vorstellungsverbindungen oder Urteilen, die sich darin unterschieden, ob die Gründe, aus denen sie für wahr gehalten werden, objektiv-allgemein sind (in der Sache liegend, für alle vernünftigen Wesen gleichermaßen überzeugend), subjektiv-allgemein (überzeugend aus einem Interesse, das notwendig alle vernünftigen Wesen teilen), Glauben oder subjektiv-partikular (aufgrund persönlicher Erfahrungen und Interessen überredend und überzeugend), und ob diese Gründe jeweils hinreichend für die Wahrheit des in Frage stehenden Urteils sind. Dabei erwartet Kant, dass das Erkenntnissubjekt auch darüber reflektiert, was die Gründe seines Fürwahrhaltens sind, so dass der Bereich des Meinens (des Fürwahrhaltens aus objektiv und subjektiv unzureichenden Gründen) auf den Bereich der möglichen Erfahrung beschränkt wird. Tatsachen hingegen schließen auch und vor allem Erkenntnisse a priori ein: „Gegenstände für Begriffe, deren objective Realität (es sei durch reine Vernunft, oder durch Erfahrung und im ersteren Falle aus theoretischen oder praktischen Datis derselben, in allen Fällen aber vermittelst einer ihnen correspondirenden Anschauung) bewiesen werden kann, sind (res facti) Thatsachen.“ (Immanuel Kant: AA V, 468) in einer daran anschließenden Fußnote weist Kant darauf hin, dass diese Definition den seinerzeit üblichen Begriff der Tatsache auf Nichterfahrbares erweitert.
Gottlob Frege unterscheidet Tatsachen oder Sachverhalte in der Welt von dem Gedanken, durch den sie gegeben sind. Gedanken sind für Frege die Intension von bestimmten sprachlich-logischen Zeichen, die er Sätze nennt. Diese entsprechen den Aussagen im logischen Sinne, die Träger von Wahrheitswerten sind. Er macht, im Gegensatz etwa zu Bertrand Russell und anderen Vertretern der Cambridge-Schule der analytischen Philosophie, jedoch nicht Tatsachen zur Extension von Sätzen, sondern die Wahrheitswerte selbst. Das liegt daran, dass Frege Sätze als logisch komplexe Ausdrücke auffasst, die aus Eigennamen und Begriffs- oder Relationswörtern bestehen. Ein Satz ist wahr, wenn die im Satz vorkommenden Eigennamen Objekte bezeichnen, die in die Klasse derjenigen Objekte fallen, die die aus den Bedeutungen, Begriffswörtern, logischen Konstanten und Quantoren bestehenden Satzfunktion erfüllen. Dabei unterscheidet Frege Extension und Intension auch an Eigennamen und Begriffswörtern. Für Frege ist die Intension eines Ausdrucks die „Art des Gegebenseins“ des Bezeichneten für ein Erkenntnissubjekt, d. h., sie entspricht einer epistemischen Perspektive oder einem Zugang des Subjekts zur Extension des Ausdrucks. Die individuellen Tatsachen werden also in Freges Theorie der Bedeutung eliminiert, sie können nicht von den wahren Sätzen, die sie zum Ausdruck bringen, unterschieden werden.
Ludwig Wittgenstein entwickelt in seinem bekanntesten Werk Tractatus logico-philosophicus den Begriff Tatsache im Sinne von „das Seiende“ als philosophische Kategorie. Von diesem Tatsachenbegriff ausgehend formuliert er in der Beschreibung der Logik von Welt und Wirklichkeit folgende Sätze:
- „Die Welt ist die Gesamtheit der Tatsachen, nicht der Dinge.“
- „Was der Fall ist, die Tatsache, ist das Bestehen von Sachverhalten.“
- „Der Sachverhalt ist eine Verbindung von Gegenständen. (Sachen, Dingen.)“
- „Das Bestehen und Nichtbestehen von Sachverhalten ist die Wirklichkeit.“

Im wissenschaftstheoretischen Positivismus wird eine Hypothese zu einer Tatsache, indem sie durch Beobachtung verifiziert oder zumindest bestätigt wird. Seit der linguistischen Wende betonen verschiedene Vertreter sprachphilosophischer und wissenschaftstheoretischer Ansätze, dass die verwendete Sprache Vorentscheidungen darüber trifft, was als Tatsachen in Frage kommt (siehe auch Holismus). Die vor allem für den logischen Positivismus entscheidende Trennung von Theorie- und Beobachtungssprache wird damit unscharf. Seinem wissenschaftstheoretischen Modell, in dem allgemeine Hypothesen durch Voraussagen von individuell beobachtbaren Tatsachen bestätigt werden, stellt daher der kritische Rationalismus das Modell des Fallibilismus entgegen, nach dem allgemeine wie Beobachtungshypothesen nur vorläufig als Tatsachen gelten können, bis sie durch neue Beobachtung widerlegt werden.
Laut David Kellogg Lewis wird ein Sachverhalt durch einen Wahrmacher zu einer positiven Proposition.

## Rechtswissenschaft
Tatsache ist ein unbestimmter Rechtsbegriff, der in Gesetzen zwar vorkommt, aber dort nicht definiert ist. Tatsachen sind sinnlich wahrnehmbare Vorgänge oder Zustände aus Gegenwart oder Vergangenheit. Tatsachen im Sinne von § 263 StGB (Betrug durch Vorspiegelung falscher oder durch Entstellung oder Unterdrückung wahrer Tatsachen) sind konkrete Zustände oder Vorgänge aus Gegenwart und Vergangenheit, die dem Beweis zugänglich sind.
Die Tatsache bildet die Grundlage der Subsumtion und damit der Rechtsanwendung. Der Tatsachenbegriff umfasst sowohl innere als auch als äußere Tatsachen.
- Äußere Tatsachen beziehen sich auf etwas äußerlich, wahrnehmbares Reales; dazu zählen insbesondere Eigenschaften von körperlichen Gegenständen oder Personen. Hierzu gehören etwa die Echtheit eines Kunstwerks, die Beschaffenheit oder Verkehrsfähigkeit einer Sache, Alter, Einkünfte, physiologischer Gesundheitszustand, Fähigkeiten und Qualifikationen einer Person.
- Innere Tatsachen betreffen psychische Zustände wie etwa den Willen, eine Leistung des vorleistungspflichtigen Vertragspartners zu erfüllen. Zu beachten ist dabei, dass auch gegenwärtige Absichten, Motive, Vorstellungen oder Überzeugungen hinsichtlich künftiger Ereignisse umfasst sind.[9] Hierüber werden künftige Ereignisse teilweise wieder in den Tatsachenbegriff (mit-) einbezogen. Nach der Rechtsprechung genügt es für die Beweisbarkeit, wenn der Täter dem Opfer den Eindruck der Existenz des fraglichen Sachverhalts vermittelt.[10]

Tatsachenbehauptungen sind Aussagen über Tatsachen, wobei es an der Verifizierung noch fehlt. Auch im Zivilprozess sind Tatsachen die wesentlichen Grundlagen, auf denen ein Urteil aufbaut. So bestimmt § 291 ZPO, dass offenkundige Tatsachen keines Beweises bedürfen. Offenkundig sind dabei entweder allgemeinkundige Tatsachen, also Wissen, das praktisch jeder haben kann. Allgemeinkundig sind Tatsachen, die jeder aus allgemein zugänglichen Informationsquellen zuverlässig in Erfahrung bringen kann (Lexika, Bücher, Karten, das Internet usw.) Oder gerichtskundige Tatsachen, diese hat das Gericht selbst amtlich wahrgenommen. Verkehrsauffassung ist Erfahrungswissen, § 291 ZPO betrifft jedoch nur Tatsachen und nicht Erfahrungssätze. Gerichtskundig sind Tatsachen, die das Gericht in amtlicher Eigenschaft wahrgenommen hat (die Angaben der Partei in einem anderen Verfahren vor demselben Gericht, der Inhalt beigezogener Akten oder besondere Fachkenntnisse des Richters). Private Kenntnisse des Richters darf er nicht verwerten; er ist insoweit Zeuge und scheidet aus dem Verfahren aus (§ 41 Nr. 5 ZPO). Die einer richterlichen Entscheidung zugrunde liegenden Tatsachen ergeben sich aus dem Parteivortrag. Tatsachen müssen deshalb von den Parteien vorgetragen werden. Zwischen den Parteien unstrittige Tatsachen gelten als wahr. Im bundesdeutschen Handelsrecht ist der Begriff der Tatsache weit zu fassen, denn alles, was eintragungspflichtig im Handelsregister ist, gehört zu den Tatsachen.
Die bloße Meinungsäußerung oder ein reines Werturteil stellt als Mitteilung subjektiver Wertungen den Gegenbegriff zum Tatsachenbegriff dar. Die Abgrenzungsprobleme zeigen sich exemplarisch bei Werbeaussagen. Die Verkehrsauffassung der jeweiligen Verkehrskreise entscheidet darüber, ob in werbenden Anpreisungen noch ein greifbarer Tatsachenkern liegt. In der Aussage: „besser geht es nicht“ liegt keine Behauptung eines Tatsachenkerns, da es am Charakter einer ernsthaft aufgestellten Behauptung fehlt. Die Äußerung von bloßen Rechtsauffassungen (z. B. man habe einen  Kaufpreiszahlungsanspruch) ist eine „Sollens- und keine Seinsaussage“ und damit als Werturteil zu behandeln. Hier wird lediglich die rechtliche Bewertung eines (unstreitigen) Lebenssachverhalts vorgenommen.

### Schweiz
In der Schweiz versteht man unter Tatsachen feststellbare Geschehnisse, die sich in der Vergangenheit verwirklicht haben. Tatsachen, die in der Zukunft stattfinden, können plausibel gemacht werden, indem der Schluss aus vergangenen Tatsachen gezogen wird. Das ist ein wesentlicher Unterschied zum deutschen Recht, das Tatsachen nur als vergangenheits- und gegenwartsbezogenen Begriff kennt.
Es wird zwischen Haupt- und Hilfstatsachen unterschieden.
- Haupttatsachen sind Umstände, die den abstrakt formulierten Tatbestand einer Norm unmittelbar ausfüllen, aus der eine Partei eine Rechtsfolge für sich herzuleiten sucht. Die für den konkreten Fall nötigen Tatbestandsmerkmale werden direkt festgestellt. Beispielsweise ist eine Postquittung oder ein Empfangsschein der direkte Beweis dafür, dass eine Eingabe ans Gericht am letzten Tag der Frist beim Gericht eingegangen ist oder jedenfalls der schweizerischen Post übergeben worden ist.[15] Die Ausstellung der Postquittung ist eine Haupttatsache für den Beweis der rechtzeitigen Eingabe. Häufig enthalten Normen unbestimmte Rechtsbegriffe wie etwa „sittenwidrig“ oder „fahrlässig“. In diesem Fall sind Tatsachen zu beweisen, die den Schluss auf die Erfüllung des unbestimmten Rechtsbegriffs im konkreten Fall zulassen.

- Aus Hilfstatsachen (Indizien) kann auf das Vorliegen einer Haupttatsache geschlossen werden. Beispielsweise ist das Erwähnen einer Eingabe an das Gericht (ohne von späteren Beweisschwierigkeiten Kenntnis zu haben) ein starkes Indiz dafür, dass eine solche Eingabe gemacht wurde.[16] Bei diesem verzichtet der Richter auf den direkten Beweis einer Tatsache, indem er ihr Vorhandensein – gestützt auf den gewöhnlichen Lauf der Dinge – aus anderen Tatsachen, den so genannten Indizien, ableitet. Der Richter vermutet, dass die Tatsache gegeben ist, weil sich ihm dieser Schluss angesichts der erstellten übrigen Umstände auf Grund seiner Lebenserfahrung aufdrängt. Indizienbeweise beruhen nach der Rechtsprechung des Bundesgerichtes auf tatsächlichen Vermutungen, die der Beweiserleichterung dienen. Tatsächliche Vermutungen sind nicht Beweislastregeln, sondern gehören grundsätzlich zur Beweiswürdigung, die das Bundesgericht im Berufungsverfahren nicht überprüfen kann.

### Österreich
Auch im österreichischen Strafrecht kommt der Begriff Tatsache häufig vor, so etwa in den §§ 193 (Ehetäuschung), 229 (Urkundenunterdrückung), 230 Abs. 1 (Versetzung von Grenzzeichen) oder 255 (Staatsgeheimnis) ÖStGB. Er entspricht inhaltlich dem Begriff einer Tatsache im deutschen Strafrecht.

## Trivia
Als Funfact wird eine lustige, vergnügliche Tatsache über jemanden oder etwas bezeichnet.